# Затом
Затом (пол. Zatom, нім. Zatten) — село в Польщі, у гміні Дравно Хощенського повіту Західнопоморського воєводства.
Населення — 146 осіб (2011).
У 1975-1998 роках село належало до Гожовського воєводства.

## Демографія
Демографічна структура станом на 31 березня 2011 року:
|          | Загалом | Допрацездатний вік | Працездатний вік | Постпрацездатний вік |
| -------- | ------- | ------------------ | ---------------- | -------------------- |
| Чоловіки | 75      | 12                 | 50               | 13                   |
| Жінки    | 71      | 9                  | 39               | 23                   |
| Разом    | 146     | 21                 | 89               | 36                   |